# 薄鼬鯰
薄鼬鯰，為輻鰭魚綱鯰形目鼬鯰科的其中一種，為熱帶淡水魚，分布於南美洲法屬圭亞那Marowijne河流域，體長可達8.5公分，棲息在岩石底質底層水域，生活習性不明。